# Christine. Perfekt war gestern!
Christine. Perfekt war gestern! ("Christine. Ieri era perfetto!") è una sit-com tedesca prodotta nel 2013 da Polyphon Film-und Fernsehgesellschaft ed ispirata alla serie televisiva statunitense La complicata vita di Christine (The Adventures of Old Christine). Protagonista della serie, nel ruolo di Christine Wagner, è l'attrice Diana Amft; altri interpreti principali sono Janek Rieke, Axel Schreiber, Carl Wegelein e Anna Julia Kapfelsperger.
La serie, trasmessa da RTL Television, si consta di una sola stagione, composta da 8 episodi, della durata di 23 minuti ciascuno. Il primo episodio, intitolato Die neue Christine, fu trasmesso in prima visione il 22 agosto 2013; l'ultimo, intitolato Ein Ex zum Knutschen;, fu trasmesso in prima visione il 17 ottobre 2013.

## Trama
Protagonista delle vicende è Christine, una giovane donna che vive a Berlino assieme al figlio Tom e al fratello Mark.  Christine è divorziata da Stefan, ora innamorato di una ragazza più giovane, che si chiama pure lei Christine.

## Episodi
| Stagione       | Puntate | Prima TV Germania | Prima TV Italia |
| -------------- | ------- | ----------------- | --------------- |
| Prima stagione | 8       | 2013              |                 |

## Premi e nomination
- 2013: Nomination al Deutscher Fernsehpreis come miglior serie televisiva tedesca